# Mansourah, Mostaganem
Mansourah là một đô thị thuộc tỉnh Mostaganem, Algérie. Dân số thời điểm năm 2002 là 15.641 người.